# 지도중앙국민학교 율도분실
지도중앙국민학교 율도분실은 대한민국 전라남도 신안군 압해읍 태천리(율도)에 있던 공립 초등학교이다.

## 연혁
- 1968년 4월 23일 지도중앙국민학교 율도분실 개설 및 도서벽지 학교 '을'급 지정
- 1986년 1월 1일 도서벽지학교 '나'급 조정
- 1991년 9월 1일 율도분실 폐실 및 지도중앙국민학교 통폐합